# Endlichhofen
Endlichhofen ist eine Ortsgemeinde im Rhein-Lahn-Kreis in Rheinland-Pfalz. Sie gehört der Verbandsgemeinde Nastätten an.

## Geographie
Der Ort liegt im Taunus im sogenannten Blauen Ländchen westlich von Nastätten. Zu Endlichhofen gehört auch die Siedlung Endlichhofer Höhe.
Nachbarorte von Endlichhofen sind die Ortsgemeinden Miehlen im Norden, Oelsberg im Osten und Ruppertshofen im Westen.

## Geschichte
Endlichhofen wurde erstmals im Jahre 1296 urkundlich erwähnt. Der Wortlaut dieser Urkunde lautet: „Anno 1296 hat König Adolff dem Closter gegeben 6 Malter Korn, 6 Malter Habern 6 solidos denarium Coloniensium jährlich zue Endlichhofen zu empfangen bis uff Ablösung.“
Der Ort wird 1361 als Endelengebe, 1411 als Endelingobin und 1526 als Endlichhofen urkundlich genannt und war ein Grafschaftsfreier Ort, der zum Gericht Miehlen gehörte.
Nach dem Wiener Kongress 1815 kam der Ort an das Herzogtum Nassau und nach dem Deutschen Krieg 1866 an das Königreich Preußen, in dem es Teil der preußischen Provinz Hessen-Nassau war. Nach dem Ersten Weltkrieg war Endlichhofen bis zum Abzug der Franzosen 1929 besetzt, nach dem Zweiten Weltkrieg gehörte es ebenfalls zur französischen Besatzungszone. 1946 kam der Ort zum damals neu gegründeten Land Rheinland-Pfalz. Seit 1972 gehört Endlichhofen der Verbandsgemeinde Nastätten an.
Statistik zur Einwohnerentwicklung
Die Entwicklung der Einwohnerzahl von Endlichhofen, die Werte von 1871 bis 1987 beruhen auf Volkszählungen:
| Jahr | Einwohner |
| ---- | --------- |
| 1815 | 89        |
| 1835 | 146       |
| 1871 | 146       |
| 1905 | 154       |
| 1939 | 150       |
| 1950 | 166       |
| 1961 | 164       |

| Jahr | Einwohner |
| ---- | --------- |
| 1970 | 156       |
| 1987 | 145       |
| 2005 | 158       |
| 2011 | 152       |
| 2017 | 164       |
| 2024 | 147       |

## Politik

### Gemeinderat
Der Gemeinderat in Endlichhofen besteht aus sechs Ratsmitgliedern, die bei der Kommunalwahl am 9. Juni 2024 in einer Mehrheitswahl gewählt wurden, und dem ehrenamtlichen Ortsbürgermeister als Vorsitzendem.

### Bürgermeister
Ulrich Birkenstock wurde am 1. Juli 2024 Ortsbürgermeister von Endlichhofen. Bei der Direktwahl am 9. Juni 2024 war er als einziger Bewerber mit einem Stimmenanteil von 68,7 % gewählt worden.
Birkenstocks Vorgänger Hartmut Christ hatte das Amt 2019 übernommen. Bei der Direktwahl am 26. Mai 2019 war kein Bewerber angetreten. Die Gemeindeordnung sieht für diesen Fall eine Wahl durch den Gemeinderat vor, die einstimmig am 28. Juni 2019 erfolgte. Christ wurde damit Nachfolger von Carmen Carola Hartung, die 2019 nicht erneut angetreten war.

### Wappen
| Wappen von Endlichhofen | Blasonierung: „Unter blauem Winkelschildhaupt, darin zwischen zwei goldenen Schindeln von einer wachsenden, abgewendeten silbernen Abtkrümme eingeschlossen eine mit drei roten Kugeln belegte rot gefütterte Krone, in Gold eine grüne Eiche mit fünf silbernen Eicheln.“ |
| Wappen von Endlichhofen | Wappenbegründung: Die nassauischen Farben Blau und Gold erinnern an die lange Zugehörigkeit zu Nassau und die aktuelle Zugehörigkeit zur Verbandsgemeinde Nastätten, deren Farben auch Blau und Gold sind; die Blaue Farbe steht zusätzlich für die Zugehörigkeit zum „Blauen Ländchen“, das seinen Namen der jahrhundertelangen Handwerkstradition der Blaufärber verdankt, die es auch in Endlichhofen gab. Die Eiche steht für die identitätsstiftende „Dicke Eiche“ der Gemeinde. Die silberne Abtkrümme und die Königskrone erinnern an die Ersterwähnung der Gemeinde, die Urkunde des Königs Adolf von Nassau für das Kloster Aftholderbach. Die beiden goldenen Schindeln sind dem Wappen der Nassauer Grafen entnommen. |

## Sehenswürdigkeiten

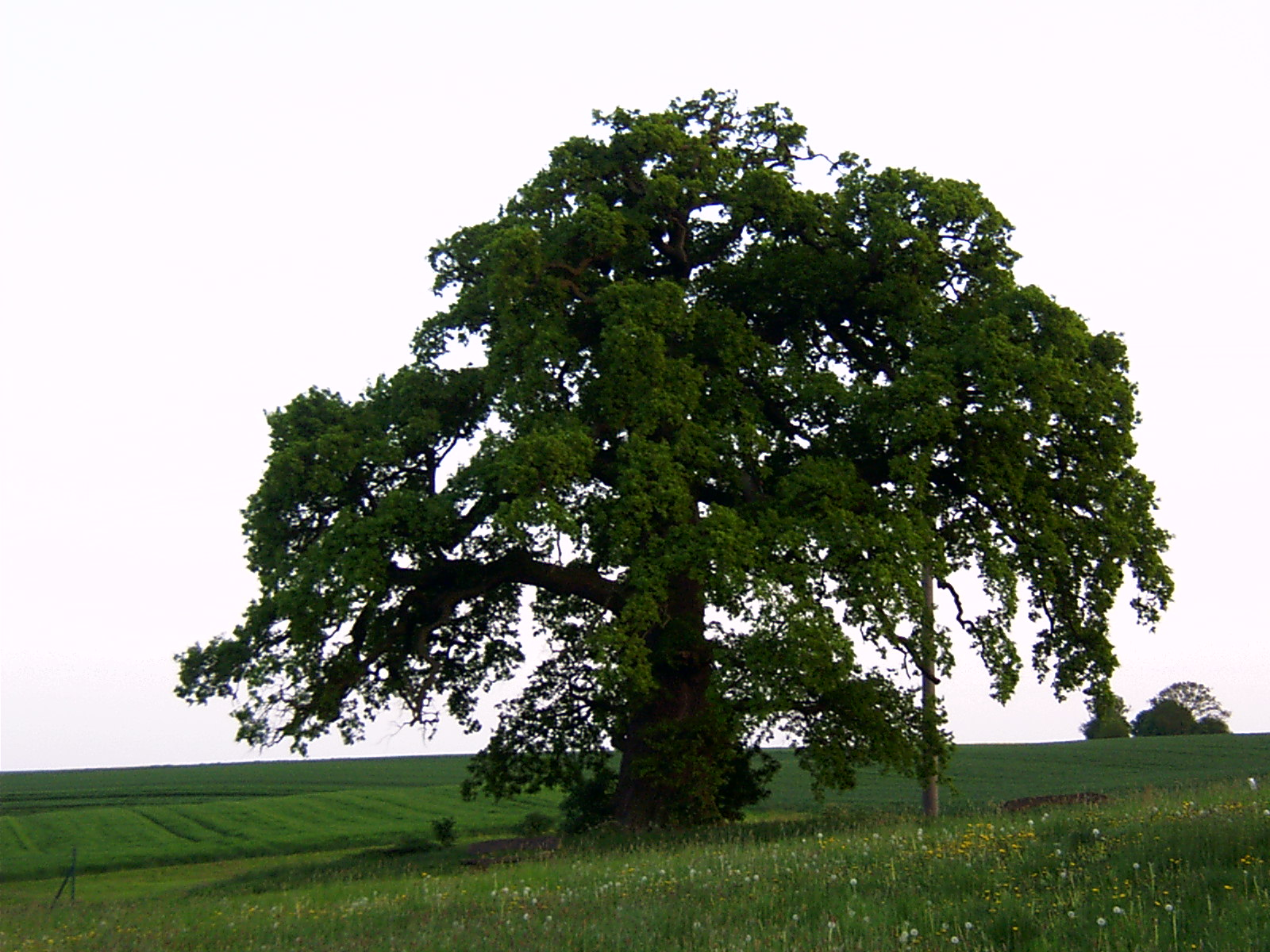
Naturdenkmal „Dicke Eiche“ Endlichhofen, Frühling 2003

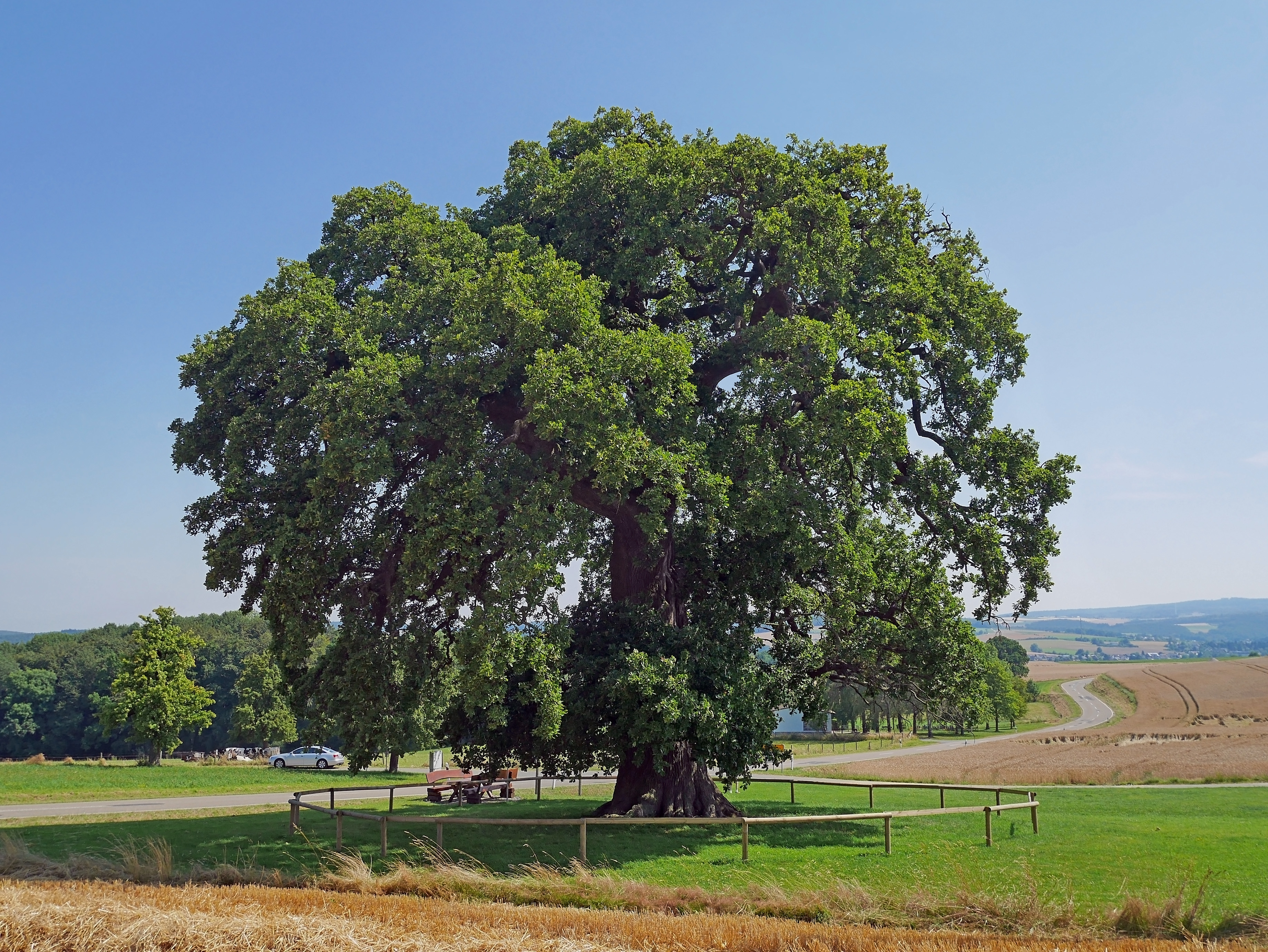
Diesmal „Schöne Eiche“ genannt, Sommer 2014

### NaturdenkmalDicke Eiche
Am Rande der Gemeinde Endlichhofen, unmittelbar an der Kreisstraße 80 steht die „Dicke Eiche“, häufig „Schöne Eiche“ genannt. Sie ist ein Naturdenkmal besonderen Ranges (Lage). Die Eiche hat einen Brusthöhenumfang von 7,55 m (2014) und eine Höhe von 18 m. Es handelt sich um eine Stieleiche (Quercus pendunculata), deren Alter nach verschiedenen Quellen auf 350 bis 560 Jahre geschätzt wird. Es wird jedoch angenommen, dass sie schon in der Reformationszeit, fast ein Jahrhundert vor Ausbruch des Dreißigjährigen Krieges, an dieser Stelle gepflanzt wurde. In mehreren Fachbüchern ist sie als „eine der schönsten Eichen Deutschlands“ abgebildet und beschrieben.
Siehe auch: Liste der Naturdenkmale in Endlichhofen

### Bauwerke
In der Denkmalliste des Landes Rheinland-Pfalz (Stand: 2024) werden folgende Kulturdenkmäler genannt:
- Hofanlage in der Miehlener Straße 1
- Drei weitere Fachwerkhäuser und ein verputztes Wohnhaus aus dem 17. bis 19. Jahrhundert
- Pumpbrunnen aus der zweiten Hälfte des 19. Jahrhunderts

Siehe auch: Liste der Kulturdenkmäler in Endlichhofen

## Wirtschaft und Infrastruktur

### Wirtschaft
Endlichhofen ist eine Wohngemeinde mit landwirtschaftlicher Prägung.

### Verkehr
Südlich von Endlichhofen verläuft die  Kreisstraße 80.